# جاكسون بيرد
جاكسون بيرد (بالإنجليزية: Jackson Bird)‏ (11 ديسمبر 1986 في أستراليا - ) هو لاعب كريكت أسترالي. شارك مع منتخب أستراليا الوطني للكريكت. أما مع النوادي، فقد لعب مع فريق تسمانيا للكريكت ونادي مقاطعة هامبشاير للكريكت ‏ وميلبورن ستارز ‏ وSydney Sixers ‏.

## وصلات خارجية
- جاكسون بيرد على موقع إي آس بي آن كريك إنفو (الإنجليزية)